# Thomas Möllenbeck
Thomas Möllenbeck (* 12. März 1966 in Wesel) ist ein deutscher römisch-katholischer Priester und Theologe.

## Leben
Er studierte Theologie und Philosophie in Münster und München. Von 2003 bis 2012 war er wissenschaftlicher Mitarbeiter an der Theologischen Fakultät Paderborn, wo er 2005 mit der Arbeit Endliche Freiheit, unendlich zu sein. Zum metaphysischen Anknüpfungspunkt der Theologie mit Karl Rahner, Hans Urs von Balthasar und Johannes Duns Scotus zum Dr. theol. promoviert wurde. Seit 2007 ist er Dozent für Dogmatik an der PTH Münster, seit 2012 Domkurat an der Domkirche St. Stephan zu Wien und Universitäts-Lektor an der Universität Wien, wo er sich 2016 mit der Arbeit Gerechtfertigt durch Erfahrung? Newmans Conversion narratives und die Rolle von Luther und Augustinus in seiner Rechtfertigungslehre habilitierte, und seit 2014 Dozent an der Katholischen Hochschule ITI in Trumau bei Wien. Seit 2018 ist er Professor für Dogmatik und Dogmengeschichte an der Philosophisch-Theologischen Hochschule in Münster. Er ist zudem Gastprofessor für Religionswissenschaft an der Philosophisch-Theologischen Hochschule Benedikt XVI. in Heiligenkreuz.
Seine wissenschaftlichen Schwerpunkte sind Metaphysik und Logik als philosophische Anknüpfungspunkte der Theologie, Verhältnisbestimmung von Naturwissenschaft, Philosophie und Theologie und theologische Rechtfertigungslehre.

## Publikationen (Auswahl)
- als Herausgeber mit Johannes Brachtendorf, Gregor Nickel und Stephan Schaede: Unendlichkeit. Interdisziplinäre Perspektiven (= Religion und Aufklärung, Band 15). Mohr&Siebeck, Tübingen 2008, ISBN 3-16-149780-5.
- als Herausgeber: Geist-Natur. Schöpfung zwischen Monismus und Dualismus. Aschendorff, Münster 2009, ISBN 978-3-402-12807-7.
- als Herausgeber mit Berthold Wald: Wahrheit und Selbstüberschreitung. C.S. Lewis und Josef Pieper über den Menschen. Schöningh, Paderborn 2011, ISBN 978-3-506-77157-5.
- Endliche Freiheit, unendlich zu sein. Zum metaphysischen Anknüpfungspunkt der Theologie mit Karl Rahner, Hans Urs von Balthasar und Johannes Duns Scotus (= Paderborner theologische Studien. Band 53). Schöningh, Paderborn u. a. 2012, ISBN 978-3-506-77015-8 (Dissertation).
- als Herausgeber mit Berthold Wald: Liebe und Glück. Annäherungen mit C.S. Lewis und Josef Pieper. Schöningh, Paderborn 2012, ISBN 978-3-506-77666-2.
- als Herausgeber mit Berthold Wald: Natur-Mensch-Gott. Zum Ur-Grund der Moral mit Josef Pieper und C.S. Lewis. Schöningh, Paderborn 2014, ISBN 978-3-506-77975-5.
- als Übersetzer: Olivier Boulnois: Duns Scotus. Die Logik der Liebe. Kohlhammer, Stuttgart 2014, ISBN 3-17-022952-4.
- als Herausgeber mit Berthold Wald: Tod und Unsterblichkeit. Erkundungen mit C.S. Lewis und Josef Pieper. Schöningh, Paderborn 2015, ISBN 3-506-77983-4.
- als Herausgeber mit Ludger Ägidius Schulte: Armut. Zur Geschichte und Aktualität eines christlichen Ideals. Aschendorff, Münster 2015, ISBN 978-3-402-13137-4.
- als Herausgeber mit Ludger Ägidius Schulte: Spiritualität. Auf der Suche nach ihrem Ort in der Theologie. Aschendorff, Münster 2017, ISBN 3-402-13214-1.
- als Herausgeber mit Berthold Wald: Die Wahrheit bekennen. Josef Pieper im Dialog mit Romano Guardini, Hans Urs von Balthasar, T. S. Eliot, C. S. Lewis und Joseph Ratzinger. Pneuma Verlag, München 2017, ISBN 3-942013-40-1.
- Gerechtfertigt durch Erfahrung? John Henry Newmans conversion narratives und die Rolle von Luther und Augustinus in seiner Rechtfertigungslehre. Schöningh, Paderborn 2018, ISBN 3-506-78642-3 (Habilitation).